# 警察故事系列
警察故事系列是成龍演出的警匪動作电影，首部电影于1985年上映。
其系列有：
- 警察故事（1985）
- 警察故事續集（1988）
- 警察故事III超級警察（1992）
- 警察故事4之簡單任務（1996）
- 新警察故事（2004）
- 警察故事2013（2013）

|  | 这是一个同类索引条目，列出擁有相同或近似名稱的同類型項目。 若您循內部連結來到此頁面，請考慮修正該，將其指向正確的條目。 |